# Північний Зуткулей
Північний Зуткуле́й (рос. Северный Зуткулей) — село у складі Дульдургинського району Забайкальського краю, Росія. Входить до складу Зуткулейського сільського поселення.

## Історія
Село було утворено 2014 року шляхом виділення зі складу села Зуткулей.